# Acalypha alopecuroidea
Acalypha alopecuroidea là một loài thực vật có hoa trong họ Đại kích. Loài này được Jacq. mô tả khoa học đầu tiên năm 1792.